# Stromatium longicorne
Stromatium longicorne är en skalbaggsart som först beskrevs av Newman 1842. Stromatium longicorne ingår i släktet Stromatium och familjen långhorningar.
Artens utbredningsområde är:
- Assam (Indien).
- Laos.
- Myanmar.
- Västpapua.
- Filippinerna.
- Sulawesi.
- Taiwan.

Inga underarter finns listade i Catalogue of Life.

## Bildgalleri

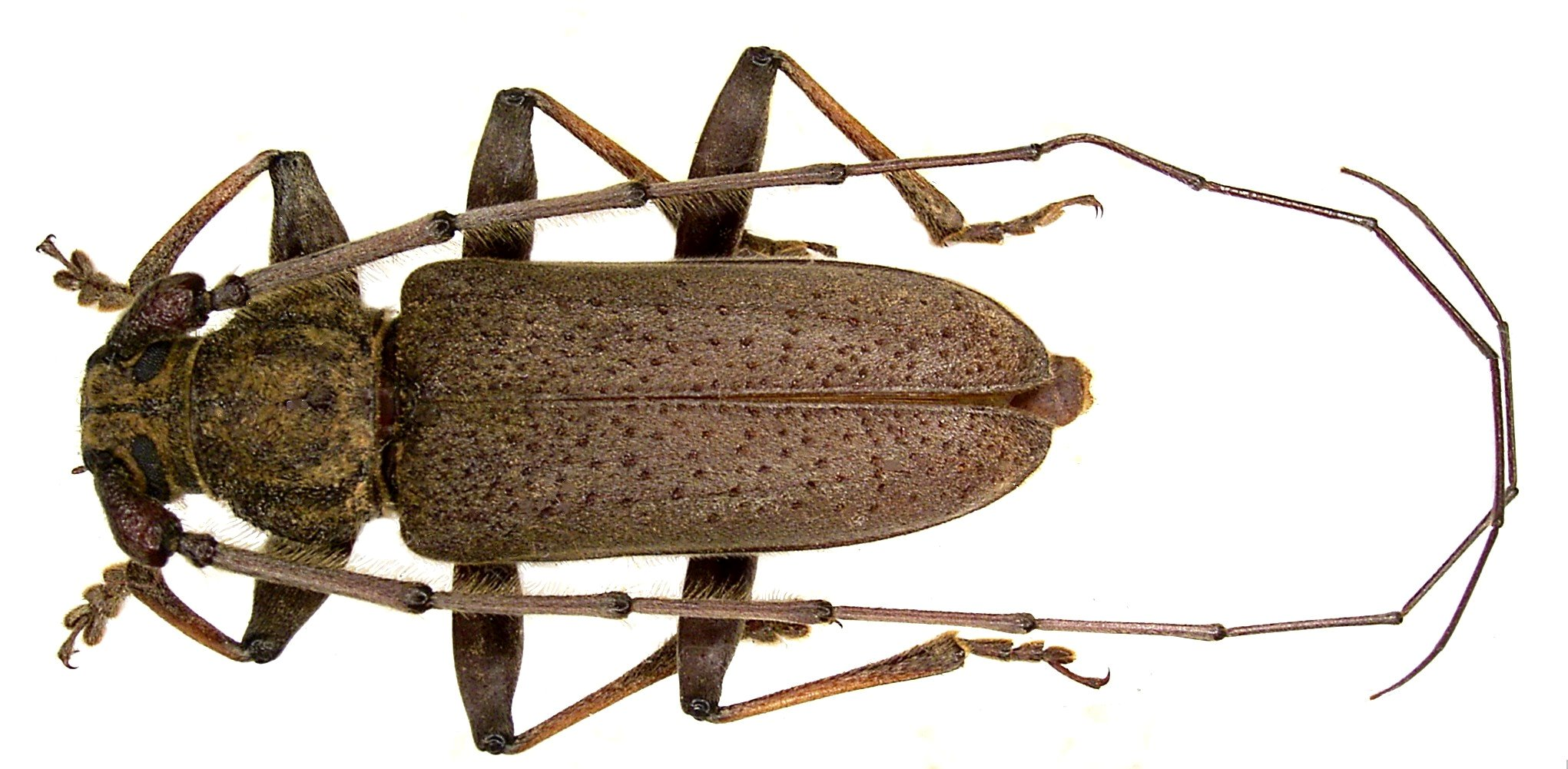